# تونی آدامسن
تونی آدامسن (انگلیسی: Tonni Adamsen؛ زادهٔ ۱۵ نوامبر ۱۹۹۴) بازیکن فوتبال اهل دانمارک است که در پست مهاجم برای باشگاه سیلکبورگ در سوپر لیگ فوتبال دانمارک بازی می‌کند.